# میگل د اونامونو
میگل د اونامونو (به اسپانیایی: Miguel de Unamuno) (زاده ۲۹ سپتامبر ۱۸۶۴ – درگذشته ۳۱ دسامبر ۱۹۳۶) مقاله‌نویس، رماننویس، شاعر، نمایشنامه‌نویس و فیلسوف اسپانیایی بود.
وی یک نوگرا بود و به برداشتن مرز ژانرهای مختلف کمک بسیار کرد. در مورد این که آیا وی عضو نسل ۹۸ بوده‌است یا نه اختلاف نظر هست. وی علاوه بر نوشته‌های خود نقش مهمی در روشنفکری در اسپانیا داشته‌است.

## زندگی
وی در بخش قدیمی شهر بیلبائو، استان بیسکای، در سرزمین باسک در ۲۹ سپتامبر ۱۸۶۴ به دنیا آمد. پسر فلیکس د اونامونو و سالومه خوگو بود. وی در جوانی به زبان باسک علاقه‌مند بود و برای به دست آوردن شغل آموزگاری در کانون بیلبائو تلاش کرد.

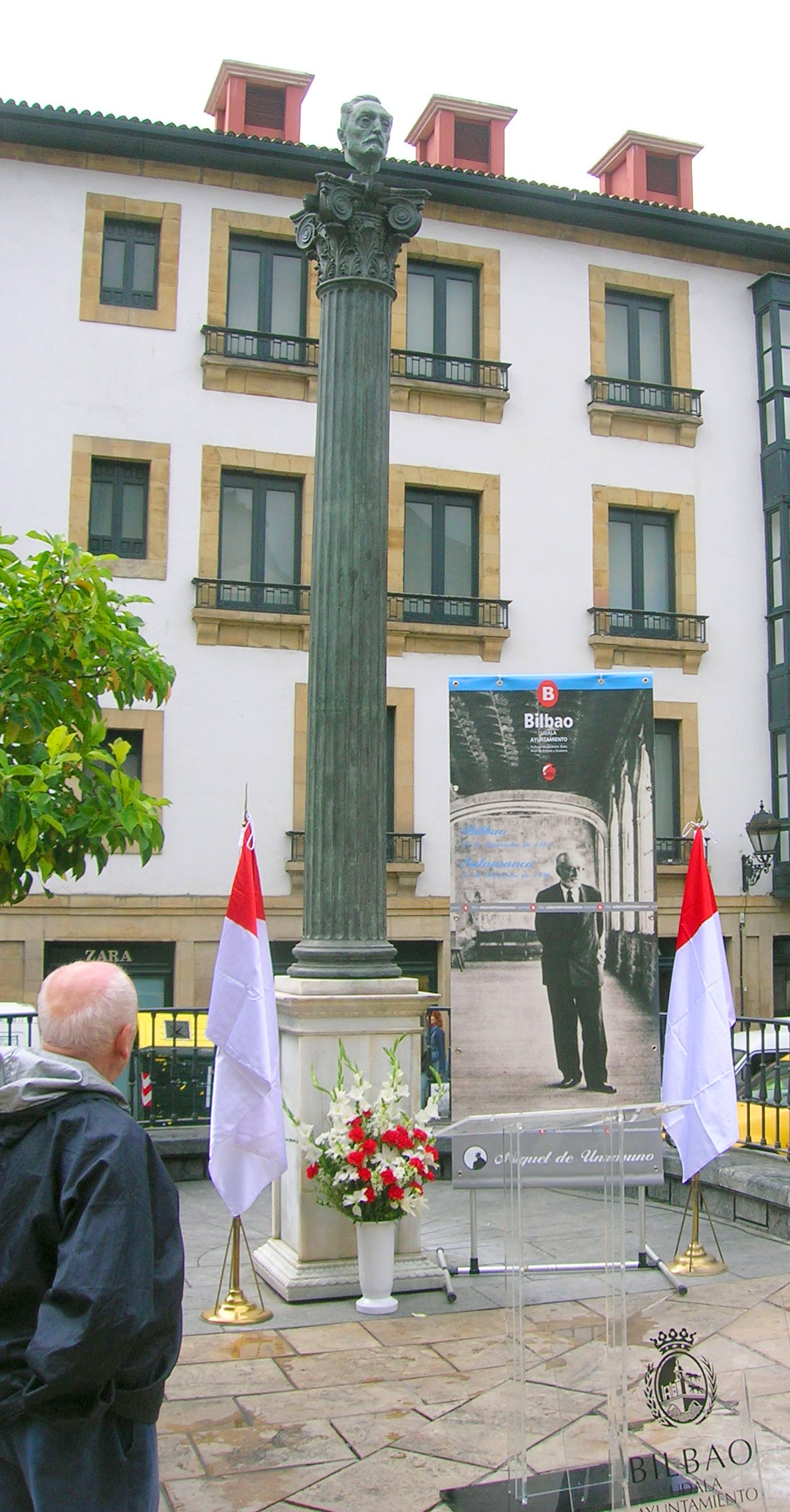
تجلیلی از اونامونو

وی در دو دوره (از ۱۹۰۰ تا ۱۹۲۴ و از ۱۹۳۰ تا ۱۹۳۶-دورهٔ انقلاب فرهنگی و سیاسی اسپانیا) رئیس دانشگاه سالامانکا بوده‌است. وی در ۱۹۲۴ توسط دولت برکنار شد که اعتراض شدید روشنفکران اسپانیا را سبب شد. او تا سال ۱۹۳۰ در تبعید در جزیرهٔ فوئرته ونتورا به سر می‌برد تا این که به فرانسه فرار کرد. وی بعد از سقوط دیکتاتوری میگل پریمو د ریورا به اسپانیا برگشت و مقام خود را در دانشگاه بازپس گرفت. گفته می‌شود روزی که وی بعد از تبعید خود به دانشگاه بازگشت سخنرانی خود را این‌گونه آغاز کرد: «هم‌چنان‌که دیروز داشتیم می‌گفتیم…» مانند فری لوئیس د لئون که چهار قرن پیش از وی گفته بود گویا این که او اصلاً غایب نبوده‌است. بعد از سقوط دیکتاتوری ریورا مردم اسپانیا دومین جمهوری خود را تجربه کردند. کوششی برای این که کنترل کشور خود را توسط دموکراسی بدست بگیرند هر چند این کوشش زیاد عمر نکرد. در این مدت اونامونو کاندیدای یک حزب روشنفکرانه به نام ال سرویسیو د لا ریپوپلیکا بود.
دومین جمهوری در نهایت توسط کودتای نظامی فرانسیسکو فرانکو یکی از ژنرال‌های ارتش در جنگ داخلی اسپانیا در هم کوبیده شد. وی که در آن زمان تازه حرفه ادبی بین‌المللی خود را شروع کرد بود تبدیل به یک ملی‌گرای اسپانیایی شد چون فکر می‌کرد که اگر زیاد تحت تأثیر نیروهای خارجی قرار بگیرد ارزش‌های ضروری اسپانیا از بین خواهند رفت. به این دلیل وی به مدتی کوتاه کودتای فرانکو را حمایت کرد. در نهایت تاکتیک‌های خشن و بی‌رحمانه نیروهای فرانکو بر جمهوری خواهان باعث شد که وی هم با فرانکو و هم با جمهوری خواهان مخالفت کند. به دلیل این مخالفت‌ها وی برای دومین بار از سمت خود در دانشگاه برداشته شد.
وی در ۱۹۳۶ نزاعی در ملأ عام با میلان آستری ژنرال ملی‌گرای ارتش فرانکو در دانشگاه داشت که در آن علیه آستری و عناصر حرکت فرانکوگرا سخن گفته بود. بلافاصله بعد از آن وی بازداشت خانگی شد و در خانه خود زندانی بود تا ده هفته بعد در ۳۱ دسامبر ۱۹۳۶ درگذشت.

## فلسفه
فلسفه میگل د اونامونو فلسفه‌ای اصولی و روش دار نبود و در واقع نفی تمام اصل‌ها و روش‌ها و تصدیق ایمان در خودش بود. وی از نظر فلسفی تحت تأثر خردگرایی و اثبات‌گرایی پیشرفت کرده بود هر چند که وی نوشته‌هایی از دوره جوانی خود به جای گذاشته‌است که همفکری وی را با جامعه گرایی و نگرانی وی را برای موقعیتی که اسپانیا در آن زمان در آن بود نشان می‌دهد. وی معتقد بود که بهترین راه درک و فهم تاریخ نگاه به داستان‌های کوتاه افراد ناشناس است نه وقایع بزرگ و جنگ‌ها.
سه اثر وی با عنوان‌های حس غم‌انگیز زندگی (Del Sentimiento Trágico de la Vid) ٫ تقلای مسیحیت و حضرت مانوئل خوب شهید تا دومین شورای واتیکان در دهه ۱۹۶۰جزو لیست کتاب‌های ممنوعه کلیسای کاتولیک بودند.
وی خود کیش خویش را این‌گونه خلاصه می‌کند: «دین من جستن حقیقت در زندگی و زندگی در حقیقت است، حتی با اینحال که می‌دانم تا وقتی زندگی می‌کنم آن‌ها را نخواهم یافت.»

## داستان‌ها
- صلح در جنگ[۸] در ۱۸۹۵ — رمانی است دربارهٔ رابطه خویش و جهان بواسطه آشنایی با مرگ. این رمان بر اساس تجربه‌ها خود اونامونو در زمان بچگی در حین محاصره بیلبائو توسط کارل گراها در سومین جنگ کارل گرا نوشته شده‌است.
- عشق و تربیت[۹] در ۱۹۰۲ — رمانی کمدی-تراژدی و تقلیدی مسخره‌آمیز از روان‌شناسی اثبات‌گرا است. رمان دربارهٔ پدری است که سعی می‌کند با استفاده از اصول اثبات‌گرایی از پسر خود یک نابغه بسازد.
- آینه مرگ[۱۰] در ۱۹۱۳ — مجموعه داستان است.

[مه (رمان)]] در ۱۹۱۴ — یکی از آثار مهم و اصلی اونامونو است. وی این اثر را یک نیولا نامید تا آن را از رمان عادی متمایز کند.
- ابل سانچز[۱۲] در ۱۹۱۷ — این بار وی از داستان هابیل و قابیل استفاده می‌کند تا به موضوع حسادت بپردازد.
- تولیو مونتالبان[۱۳] در ۱۹۲۰ — رمانی کوتاه دربارهٔ خطر خراب شدن شخصیت واقعی یک فرد توسط وجهه عمومی او. مشکلی که خود اونامونو نیز با آن دست به گریبان بود.
- سه رمان شایان تقلید و یک مقدمه[۱۴] در ۱۹۲۰ — عنوان کتاب یادآور کتاب سه رمان شایان تقلید سروانتس است.
- خاله تولا[۱۵] در ۱۹۲۱ — این رمان آخرین رمان بلند وی است و موضوع آن دربارهٔ مادری است. موضوعی که وی قبلاً در رمان‌های عشق و تربیت و دو مادر به آن پرداخته بود.
- ترسا[۱۶] در ۱۹۲۴ — اثری راوی گرایانه و شامل شعرهای رمانتیک است. هدف آن ایجاد یک ایدئال از طریق بازخلق کردن معشوق است.
- چگونه یک رمان درست کنیم[۱۷] در ۱۹۲۷ — تشریح یک رمان اونامونو است.
- دون ساندالیو ٫ بازیکن شطرنج[۱۸] در ۱۹۳۰
- حضرت مانوئل خوب شهید[۷] در ۱۹۳۰ — رمانی کوتاه است که تمام افکار و باورهای اونامونو را ترکیب می‌کند. رمان دربارهٔ کشیشی قهرمان است که ایمان خود را به جاودانی از دست داده‌است. با این حال هیچ چیز به همکیشان خود نمی‌گویید تا ایمان آن‌ها را برهم نزد چون می‌بینند که ایمان‌ها برای زندگی یشان حیاتی است.

}}</ref> در ۱۹۱۲ — داستان کوتاهی است که به جستار دربارۀ مفهوم عشق و مرگ می‌پردازد. 